# 黑白棋
黑白棋，又稱翻轉棋、蘋果棋或奧賽羅棋（Othello），是一种雙人对弈的棋类游戏。據日本棋類遊戲專家長谷川五郎在2005年的統計數據，在日本，黑白棋愛好者的數目約為六千萬人（日本將棋愛好者約一千五百萬人；圍棋愛好者約五百萬人；國際象棋愛好者約三百萬人）。

## 命名
一般棋子雙面為黑白兩色，故稱「黑白棋」；因為行棋之時將對方棋子翻轉，變為己方棋子，故又稱「翻轉棋」（Reversi）；棋子雙面為紅、綠色的稱為「蘋果棋」，因蘋果有紅蘋果和青蘋果。

## 歷史
黑白棋是19世紀末英國人發明的。直到20世紀70年代日本人長谷川五郎將其發展，借用莎士比亞名劇奧賽羅為這個遊戲重新命名。奧賽羅是一個黑人，妻子是白人，因受小人挑撥，懷疑妻子不忠一直情海翻波，最終親手把妻子殺死。後來真相大白，奧賽羅懊悔不已，自殺而死。
類似的傳統棋類有西藏夾棋，是夾住敵棋後，換成己方的棋子。

### 黑白棋的電子化
黑白棋出現在80年代的任天堂遊戲機和Apple II個人電腦遊戲以及微软的Windows 1.0，Windows的第一款自帶遊戲就是黑白棋，由於當時電腦還比較少，沒等到黑白棋傳開，80年代初Windows 3.1推出，把自帶遊戲換成現在大家見到的踩地雷和接龍。在90年代中期流行的任天堂Game Boy當中也有一款黑白棋遊戲。另外，電子辭典中的附帶遊戲也大多包含黑白棋。

### 網上黑白棋的興起
在90年代中期互聯網開始普及，亦冒起了一些大型遊戲網站。最先出現的是微軟的Microsoft Games網站，被吸引進去下黑白棋的都是各國的好手，因為是外國網站，當時下棋的華人還是比較少。及後紛紛出現其他網站，具代表性的有：
- 以台灣棋手為主：宏碁戲谷、CYC遊戲大聯盟
- 多國棋手網站：Kurnik（現為PlayOK）、Playsite、VOG、Yahoo! Games、新浪網
- 以中國大陸棋手為主：Chinaren、聯眾世界、中國遊戲中心、邊峰網路遊戲
- 以香港棋手為主：GGS (MIMOSA)、Cybercity

值得一提的是微軟的Windows XP裡也自帶了網路黑白棋。

## 棋具
- 棋子：黑白棋棋子每顆由黑白兩色組成，一面白，一面黑，共64個（包括棋盤中央的4個）。棋子呈圓餅形。
- 棋盤：黑白棋棋盤由64格的正方格組成，遊戲進行時棋子要下在格內。棋盤可分為「角」、「邊」以及「中腹」。現今的棋盤多以8x8較為普遍。
- 棋鐘：正式比賽中可以使用棋鐘限制選手的思考時間。非正式的對局中一般不使用棋鐘。

## 遊戲規則
棋盤共有8行8列共64格。開局時，棋盤正中央的4格先置放黑白相隔的4枚棋子（亦有求變化相鄰放置）。通常黑子先行。雙方輪流落子。只要落子和棋盤上任一枚己方的棋子在一條線上（橫、直、斜線皆可）夾著對方棋子，就能將對方的這些棋子轉變為己方（翻面即可）。玩家的每一步棋都必須按照上述規則至少翻轉一子，若沒有棋步可下則必須棄權。當雙方都沒有棋步可下則對局結束，棋子顏色多的一方為獲勝者。通常情況下，所有的64個位置都被放上棋子，亦會有雙方都無法下的零星位置。
|    | |    |    |    |    |    |    |
|    | \| \| \| \| \| \| \| \| \| \| \| \| \| \| \| \| \| \| \| \| \| \| \| \| \| \| \| \| \| \| \| \| \| \| \| \| \| \| \| \| \| \| \| \| \| \| \| \| \| \| \| \| \| \| \| \| \| \| \| \| \| \| \| \| \| \| \| \| \| \| \| \| |    |    |    |    |    |    |
|    | |    |    |    |    |    |    |
| a8 | b8 | c8 | d8 | e8 | f8 | g8 | h8 |
| a7 | b7 | c7 | d7 | e7 | f7 | g7 | h7 |
| a6 | b6 | c6 | d6 | e6 | f6 | g6 | h6 |
| a5 | b5 | c5 | d5 | e5 | f5 | g5 | h5 |
| a4 | b4 | c4 | d4 | e4 | f4 | g4 | h4 |
| a3 | b3 | c3 | d3 | e3 | f3 | g3 | h3 |
| a2 | b2 | c2 | d2 | e2 | f2 | g2 | h2 |
| a1 | b1 | c1 | d1 | e1 | f1 | g1 | h1 |

| a8 | b8 | c8 | d8 | e8 | f8 | g8 | h8 |
| a7 | b7 | c7 | d7 | e7 | f7 | g7 | h7 |
| a6 | b6 | c6 | d6 | e6 | f6 | g6 | h6 |
| a5 | b5 | c5 | d5 | e5 | f5 | g5 | h5 |
| a4 | b4 | c4 | d4 | e4 | f4 | g4 | h4 |
| a3 | b3 | c3 | d3 | e3 | f3 | g3 | h3 |
| a2 | b2 | c2 | d2 | e2 | f2 | g2 | h2 |
| a1 | b1 | c1 | d1 | e1 | f1 | g1 | h1 |

## 棋盤的座標標示法
為了便於識別棋子的位置，棋盤上横行以1至8表示，纵列以a至h表示。
請看下例：
|    | |    |    |    |    |    |    |
|    | \| \| \| \| \| \| \| \| \| \| \| \| \| \| \| \| \| \| \| \| \| \| \| \| \| \| \| \| \| \| \| \| \| \| \| \| \| \| \| \| \| \| \| \| \| \| \| \| \| \| \| \| \| \| \| \| \| \| \| \| \| \| \| \| \| \| \| \| \| \| \| \| |    |    |    |    |    |    |
|    | |    |    |    |    |    |    |
| a8 | b8 | c8 | d8 | e8 | f8 | g8 | h8 |
| a7 | b7 | c7 | d7 | e7 | f7 | g7 | h7 |
| a6 | b6 | c6 | d6 | e6 | f6 | g6 | h6 |
| a5 | b5 | c5 | d5 | e5 | f5 | g5 | h5 |
| a4 | b4 | c4 | d4 | e4 | f4 | g4 | h4 |
| a3 | b3 | c3 | d3 | e3 | f3 | g3 | h3 |
| a2 | b2 | c2 | d2 | e2 | f2 | g2 | h2 |
| a1 | b1 | c1 | d1 | e1 | f1 | g1 | h1 |

| a8 | b8 | c8 | d8 | e8 | f8 | g8 | h8 |
| a7 | b7 | c7 | d7 | e7 | f7 | g7 | h7 |
| a6 | b6 | c6 | d6 | e6 | f6 | g6 | h6 |
| a5 | b5 | c5 | d5 | e5 | f5 | g5 | h5 |
| a4 | b4 | c4 | d4 | e4 | f4 | g4 | h4 |
| a3 | b3 | c3 | d3 | e3 | f3 | g3 | h3 |
| a2 | b2 | c2 | d2 | e2 | f2 | g2 | h2 |
| a1 | b1 | c1 | d1 | e1 | f1 | g1 | h1 |

## 游戏策略
因为黑白棋独特的规则，很容易出现双方比分的剧烈变化，在游戏后期可能仅用几个回合就将大量对方棋子变成己方，从而扭转局势。因此，太着眼于比分是没有必要的，更重要的是占据有利位置。
中间位置的棋子最容易受到夹击，有橫、直、斜線共四个方向的可能。而边缘的棋子则只有一个可能被夹击的方向，四个角落上的位置被占据后，则完全不可能被攻击。
游戏的后期是关键位置的争夺，而前期的布局，就是为抢占关键位置作准备。例如：若不想让对方占据棋盘边缘的有利位置，那么自己就应避免在靠近边缘的那一排落子。

## 黑白棋術語
C位、星位：C位就是位於a2、a7、b1、b8、g1、g8、h2和h7的位置，星位就是位於b2、b7、g2和g7的位置。這些位置務必要小心佔用。
中心（Center）：局面的中心就是內部子的集合。
控制中心（Control of the center）：一種策略，它試圖在局面中心擁有儘可能多的棋子，沿邊界擁有儘可能少的棋子，以獲得最大可能的行動力。
角：角就是位於a1、a8、h1和h8的位置。这些位置一定不可能被对方夹吃。
爬邊：一種以弱邊（或不平衡邊）為代價，在一條或兩條邊上獲得最大數量棋步的策略。爬邊者試圖通過將全部邊界都留給對手來快速耗盡他的棋步，但是如果爬邊不能湊效，壞邊產生的效應將使他的局面迅速變弱。
邊界（Frontier/Wall）：邊緣子的集合，形成牆的原因主要為新手在棋局開局、中局以吃多為宗旨下棋。形成牆的後果可以是棋步耗盡而被強迫棄角。
邊（Edges）：除了角外，黑白棋棋盤最外圍的格構成「邊」，佔了整個棋盤64格中的24格，只要得到角的保護，邊就能成為穩定子。
獲得餘裕手：在棋盤的某個區域內比對手多下一步棋，以迫使他在其他地方先開始下棋（從而延長他的邊界）。
效應（Influence）：當棋手的棋子迫使他同時在多個方向上翻轉棋子時，就說這些棋子產生了效應。
內部子、邊緣子：幾乎完全被空格包圍（不被棋子包圍）的棋子是邊緣子，反之為內部子。
自由（Liberty）：非災難性的棋步。「缺少自由」：在不久的將來不得不送角。
多子策略：許多初學者所用的錯誤策略，他們每步棋都試圖翻轉最大數量的棋子。
行動力：棋手合法的可能棋步數量。更進一步說，當棋手擁有大量的可能棋步時，他就擁有好的行動力。
奇偶性、偶數理論（Parity, Even Number Theory）：一種在對手佔據的每個區域內都留下偶數個空位的策略，常應用於尾局。由於讓對手先下偶數空的區域會讓己方得到在該區域下最後一著的權利，而最後一著往往能把對手吃了的棋子大量的翻過來成為己方的棋子。
安靜步或稱凝聚手（Quiet move）：即盡量不增加對手選擇的棋步。「完全安靜步」是完全不增加對手選擇的棋步，通常是好棋。非安靜步（或發散手）就是會增加對手較多選擇的棋步，屬壞棋。
穩定子：絕對不會被翻轉的棋子。角就是一個穩定子的實例。
斯通納陷阱/四通陷阱：一種針對弱邊局面強迫進行角交換的攻擊。
不平衡邊（Unbalanced edge）：或稱為弱邊，即包括C點的非六子邊。其中五子不平衡邊也可稱為「翼」。

## 黑白棋賽事

### 香港
- 香港黑白棋公開賽（HKOC）

### 臺灣
- 臺灣黑白棋公開賽（TOC）

### 中國大陸
- 重慶黑白棋公開賽
- 廣州黑白棋公開賽
- 上海黑白棋公開賽
- 北京黑白棋公開賽
- 天津黑白棋公開賽

### 日本
- 奧塞羅名人戰
- 全日本選手権大會
- グランドオセロ大會
- 全日本小學校別団體戦
- 全日本マスターオープン

### 美國
- 美國黑白棋公開賽（USOC）

### 新加坡
- 新加坡黑白棋公開賽（SOC）

### 世界性賽事
- 黑白棋世界賽（WOC）

## 棋手排名
- 中國棋手排名

- 新加坡棋手排名

- 世界棋手排名

## 黑白棋軟體與人工智慧

### 黑白棋程式簡史
在1980年代，電腦並不普及，在黑白棋界裡，最強的仍然是人类棋手。
到了1990年代初，電腦的速度以幾何級數增長，寫出來的黑白棋程式雖然仍然有點笨拙，但由於計算深度（電腦的速度快）和尾局的準確性，所以已經很強。1990年代初最有名的程式就是Thor，在那時候是最強的程式（還是DOS模式年代），棋力能比得上世界級棋手，在這個時期的程式都是人工地加入行動力、位置策略、偶數重要性等等，但又因為這些策略是直接編寫在程式裡，那程式的棋力很依賴程式員本人的棋力，程式下起來比較像人類的下法。而且程式裡遺留了人類棋手的弱點、策略的不完整性等等的問題。因為早期Thor的通用性，影響到現在黑白棋界裡的統一棋譜資料庫都是用Thor database。
到了1994、1995年，黑白棋程式的編寫方法有了突破性的發展，首先是有了一個稱為IOS的網站（GGS的前身），讓不同的程式同時連上去互相對局，突破了以往那種閉門造車的日子，在同期Michael Buro做出了能由程式自我學習的Logistello，在差不多的時間，大家都學起來，用相似的方法來編寫程式。程式員不再把人工的策略和下棋方法等死硬地寫在程式裡，而是由程式自我學習，程式會記錄好、壞的形狀（patterns），根據實戰的結果自動調整策略，又會把不同的開局棋譜根據實戰的過程來評分、保存，有些程式能保存幾十萬步的開局棋譜。
就是因為Logistello在根本方法的改進、先進的算法、編寫方面的高效率和準確性等等，一直在黑白棋界保持為世界程式冠軍。在1993年~1997年的25場比賽中，Logistello有18場獲得冠軍、6場獲得亞軍。1997年8月，Logistello擊敗了1996年的世界冠軍村上健（Takeshi Murakami），從此黑白棋程式把人類棋手遠遠甩在後面。直到Michael在1998年1月宣布Logistello退休為止。現在已經有數個程式在棋力上超越已退休的Logistello，包括edax、cyrano、saio，主要突破點在於它們把算法改善為多線程執行。

### WZebra
黑白棋程序「斑馬」（WZebra）是Zebra的Windows版本，除了可以下棋外，還提供了打譜、複盤、棋局分析、自我學習等功能，也可以加載Thor棋譜文件，進行針對性訓練。在標準比賽時間（2x15分鐘）內，其搜索深度可達中局18至27步、終局24至31步。WZebra是自由軟體，提供了中文版本，並提供中文幫助。

### S.A.I.O.
Saio是System Artificial Intelligence Othello縮寫，是黑白棋程式之一。並不開放下載。

## 網路黑白棋
自互聯網興起，網路下棋成為了大眾黑白棋對弈的主要形式。網路黑白棋比賽也日漸普及起來。網路黑白棋尋找棋友非常方便，對弈後資料保留非常妥當。

## 外部連結
- World Othello Federation （页面存档备份，存于）
- World Othello Rating List
- Reversi – An Animated Guide （页面存档备份，存于）
- BoardGameGeek上的Othello
- Pictures of the 19th century reversi boards
- "Othello (Reversi)", University of Waterloo, Elliott Avedon Museum & Archive of Games

書籍
- Marc Mandt, Introduction to Basic Othello Strategy and Algorithms（页面存档备份，存于）, 2001
- British Othello Federation Newsletters